# I'm God
I'm God è un singolo del produttore discografico statunitense Clams Casino, pubblicato in maniera non ufficiale nel 2011 e ufficialmente il 24 aprile 2020.
La base della canzone fu composta dall'autore nel 2009 a partire da un campionamento del brano Just For Now della cantautrice inglese Imogen Heap, e fu utilizzata come base strumentale dal rapper Lil B nell'omonima traccia del suo mixtape 6 Kiss. Essa riscosse notevole successo e venne pubblicata online la versione strumentale nel mixtape Instrumental 2 del produttore. La pubblicazione avvenne in maniera non ufficiale per via di problemi legali legati all'utilizzo dei campionamenti. L'uscita ufficiale del brano è datata 24 aprile 2020 all'interno della compilation Instrumental Relics.
È riconosciuta come una delle migliori basi strumentali hip-hop e la più importante nella sfera del cloud rap/lo-fi.
Nel 2023, venne rilasciato un remix della canzone intitolato I Smoked Away My Brain. La traccia è un mashup della strumentale con la versione acapella della traccia Demons del rapper A$AP Rocky.